# Cultura La Tène
| Imagine indisponibilă                                                                                     |  | Imagine indisponibilă |
| Oglindă din secolul I î.e.n. provenită din Desborough, Northants, ilustrând temele spiralei și trâmbiței. |  |                       |

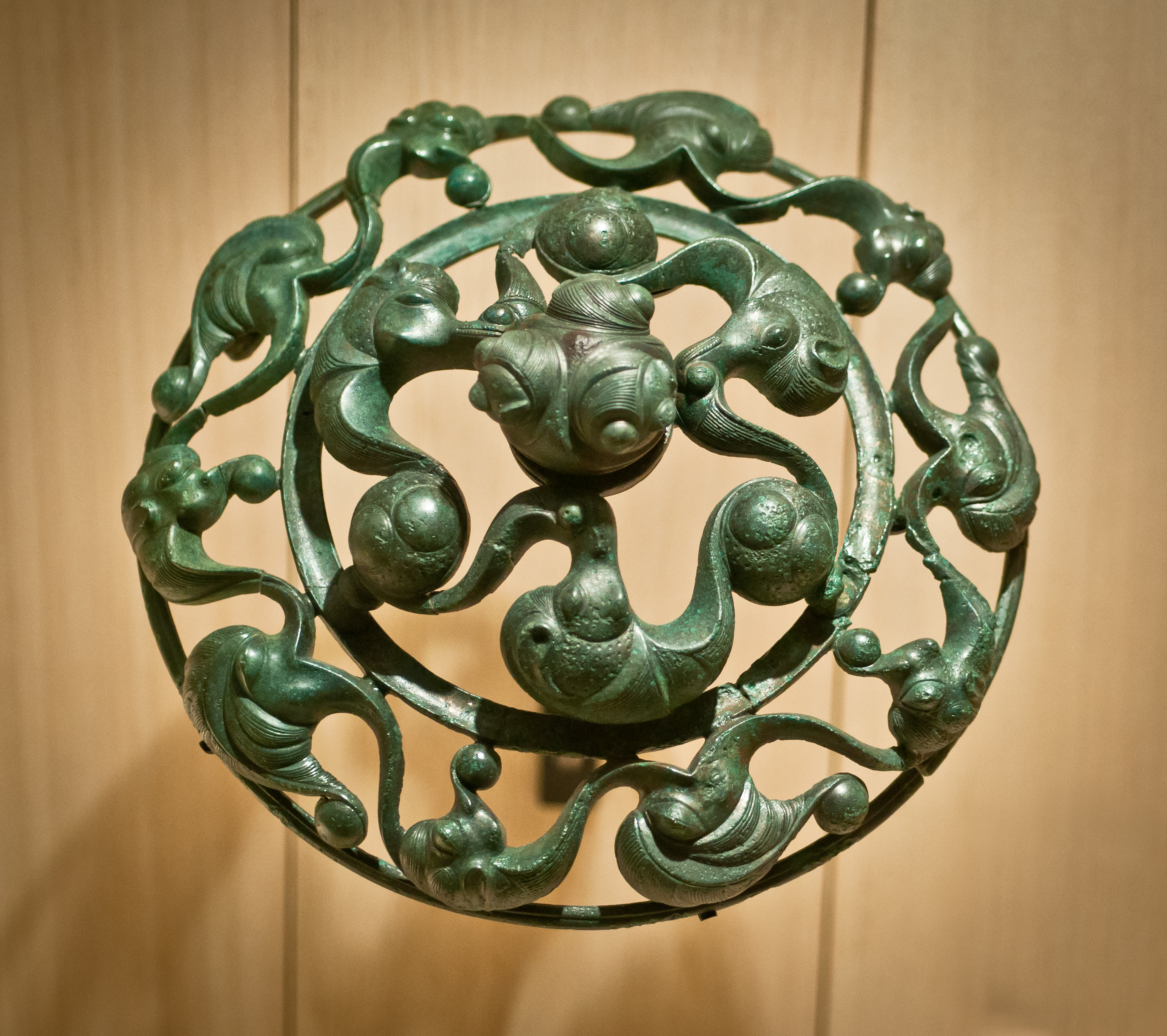
Montură de bronz lateniană cu elemente de tip vegetal, provenită din Franța

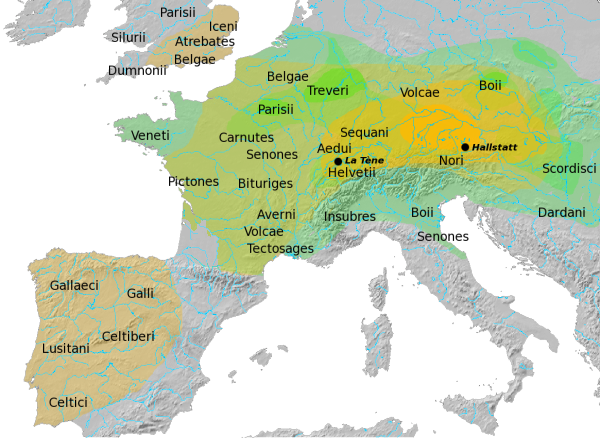
Privire de ansamblu asupra răspândirii culturilor Hallstatt și La Tène. Teritoriul de nucleu al culturii Hallstatt (800 î.e.n.) este figurat în galben mai intens, iar zona sa de influență din jurul anului 500 î.e.n. (Hallstatt D) în galben pal. Teritoriul nucleu al culturii La Tène (450 î.e.n.) este repreprezentat în verde mai intens, iar zona sa maxim de influență din jurul anului 50 î.e.n., în verde pal. Pe hartă sunt figurate teritoriile unora dintre cele mai mari triburi celtice.

Cultura La Tène a reprezentat o cultură europeană a epocii fierului. Numele său a provenit de la situl arheologic La Tène situat în nordul lacului Neuchâtel din Elveția, unde mii de obiecte depuse în lac au fost descoperite după ce nivelul apei acestuia a scăzut în 1857.
La Tène este situl prototip și acest termen este utilizat de arheologi pentru perioada mai târzie a culturii și artei vechilor celți. Deși termenul este ferm înrădăcinat în înțelegerea populară, prezintă numeroase probleme pentru istorici și arheologi. Cultura a devenit foarte răspândită, și prezintă o mare varietate de diferențe locale. De multe ori este distinsă de culturile precedente și de cele mai apropiate, în principal prin stilul La Tène ale artei celtice, caracterizate prin decorațiuni curbe de forma unor vârtejuri și asociate cu predilecție confecțiilor metalice.
Cultura La Tène s-a dezvoltat și a înflorit în epoca târzie a fierului (între aproximativ 500 î.e.n. și cucerirea romană din secolul I î.e.n.) în Belgia, estul Franței, Elveția, Austria, sudul Germaniei, Cehia, Polonia, Slovacia, Slovenia, Croația și unele părți din Ungaria, Ucraina și România. La Celtiberienii din vestul Iberiei s-au regăsit multe dintre aspectele culturii La Tène, deși a lipsit în general stilul artistic propriu al acesteia. Spre nord a prelungit Epoca Fierului pre-romană din Europa de Nord, incluzând  cultura Jastorf din nordul Germaniei.
Cultura La Tène s-a dezvoltat în afara epocii de început a fierului (cultura Hallstatt), aparent fără o perioadă de tranziție culturală. Aceasta s-a produs ca urmare a puternicelor influențe mediteraneene ale grecilor din Galia pre-romană, ale civilizației etrusce, și ale Culturii Golasecca. Barry Cunliffe a identificat geneza culturii La Tène în secolul V, prin apariția a două zone de putere și inovație: una aflată în vest în arealul Marna – Mosella, care avea legături comerciale cu câmpia Padului prin intermediul trecătorilor alpine centrale spre cultura Golasecca și alta în zona de est a Boemiei, cu legături separate spre marea Adriatică prin rutele alpine estice spre cultura Veneților  
O schimbare a centrelor de colonizare a avut loc în secolul al IV-lea.
Materiale aparținând culturii La Tène s-au răspândit pe o suprafață mare, incluzând părți din Irlanda și Marea Britanie, nordul Spaniei, partea de nord a centrului Italiei, Burgundia, și Austria. Morminte sofisticate descoperite de arheologi au dezvăluit o largă rețea comercială. În localitatea Vix din Franța, o femeie din elita locală a fost înmormântată în secolul VI î.e.n cu un mare vas de bronz folosit la amestecarea vinului, fabricat în Grecia.
 Exporturile din ariile culturale de tip La Tène în alte zone culturile mediteraneene s-au bazat pe sare, cositor, cupru, chihlimbar, lână, piele, blănuri și aur.
 Cultura La Tène nu a avut o scriere proprie. Rare exemple de inscripții grecești există totuși, precum și mai târziu monede celtice cu inscripții adesea latine. 
Aspectele sale culturale și istorice s-au regăsit în scrierile autorilor clasici, de cele mai multe ori pradă unor viziuni ostile și stereotipe.

## Europa

### Spațiul românesc
Cultura La Tène va reprezenta în spațiul românesc numeroase culturi, cele mai multe reprezentând populațiile gete, dace, bastarne și celte din zonă. În special în cazul așezărilor gete și dace se remarcă existența unor grupări mai mari de așezări mici, nefortificate, în centrul căreia se afla așezare mai mare, întărită cu șanțuri și valuri de pământ. Această așezare mai mare servea drept loc de refugiu în cazul unui atac vecin.
La sfârșitul perioadei Hallstatt și începutul perioadei La Tène așezările încep (în special în Moldova) să se rărească ca urmare a migrării cimerienilor și a expansiunii sciților. În Moldova vor apărea mari cetăți de apărare în fața nomazilor invadatori.